# Lotte Hattemer

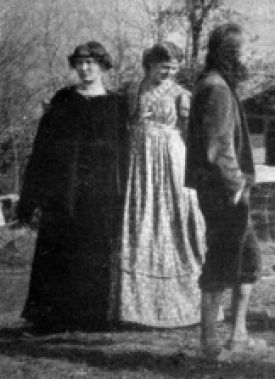
Ida Hofmann-Oedenkoven, Lotte Hattemer, Henri Oedenkoven im Winter 1902/03

Lotte Hattemer (eigentlich Pauline Charlotte Babette Hattemer; * 24. November 1876 in Berlin; † 19. April 1906 in Ascona) war eine deutsche Lehrerin und Mitbegründerin des Monte Verità in Ascona.

## Leben
Lotte Hattemer, die Tochter des katholischen Telegrapheninspektors, Eisenbahndirektors, preußischen Rats und Berliner Bürgermeisters Heinrich Hermann Hattemer und Marie Hermine Josephine, geb. Kaiser, genoss in Berlin eine Ausbildung zur Lehrerin. Um den wilhelministischen Zuständen in ihrem Elternhaus zu entfliehen, verließ sie Berlin und hielt sich mit mehreren Jobs über Wasser, darunter als Kellnerin in einer Hamburger Matrosenkneipe.
Zusammen mit Henri Oedenkoven (1875–1935; Sohn des Antwerpener Industriellen Louis Oedenkoven), Ida Hofmann-Oedenkoven (1864–1926), deren Schwester, der Konzertsängerin Jenny Gräser (geb. Hofmann) und deren späteren Ehemann, dem vormals in Przemyśl (Galizien) stationierten Oberleutnant Karl Gräser (1875–1916) sowie Gusto Gräser gehörte sie zur Gründergruppe der vegetabilischen Cooperative des Monte Verità.
Die Gruppe zog im Herbst des Jahres 1900 zu Fuß von München durch das Tiroler Land bis auf die Halbinsel Bellagio am westlichen Ufer des Comer Sees, südwestlich der Gemeinde Bellagio, wo sie sich zunächst niederließen. Doch schon bald hielten sie Ausschau nach einer schöneren Gegend. Am Nordende des Lago Maggiore, in Ascona, kauften sie den Weinberg Monte Monescia und benannten ihn in Monte Verità, zu deutsch Berg der Wahrheit, um. Während Henri Oedenkoven und seine Lebensgefährtin Ida auf dem Berg blieben und ein Sanatorium bauten, siedelten sich Lotte Hattemer, Karl und Jenny Gräser in der Nachbarschaft an. Hattemer ließ sich am Höhenweg Richtung Ronco sopra Ascona in einem baufälligen Stall ohne Türen und Fenster nieder. Auf dem Monte Verità wurde sie Babette, heilige Babette, Santa Lotta di Ascona, wilde Lotte oder Sonnenlotte genannt. Sie trat wohltätig auf, Geldüberweisungen ihres Vaters gab sie an Bedürftige weiter und gab ihren Überschuss an Weintrauben an Kinder ab. Sie pilgerte regelmäßig nach Locarno, um die Lehren der Theosophen Alfredo Pioda und Franz Hartmann zu verfolgen. Sie litt freiwillig unter Hungersnot und ernährte sich nur gelegentlich von rohem Wurzelgemüse und Obst.
Lotte Hattemer starb 1906 unter mysteriösen Umständen. Ab Herbst 1905 wurde sie verwirrt mit Suizidabsichten auf dem Monte Verità angetroffen. Bei einem Zusammentreffen mit ihrem Vater in Domodossola versuchte dieser vergeblich sie in ein norddeutsches Sanatorium mitzunehmen. Zwei Tage später starb sie an einer Vergiftung. Der 1909 erschienene, abschließende Polizeirapport erwähnte als Todesursache einen Suizid, Gerüchten zufolge sei eine Vergiftung mit einem Cocktail aus Kokain und Opium der Grund, an der der Psychopathologe Otto Gross, der Theologiestudent Johannes Nohl und der Schriftsteller Erich Mühsam beteiligt gewesen sein sollen.

## Sonstiges
In dem 2021 erschienenen Kinofilm Monte Verità – Der Rausch der Freiheit spielte Hannah Herzsprung die Figur der Lotte Hattemer.